# Svoboda (Tiumén)
|  | Per a altres significats, vegeu «Svoboda». |

Svoboda (en rus: Свобода) és un poble de l'óblast de Tiumén, a Rússia, que en el cens del 2010 tenia 115 habitants.